# Kalina (województwo mazowieckie)
Kalina – wieś sołecka w Polsce położona w województwie mazowieckim, w powiecie grójeckim, w gminie Warka.
Wieś położona na północ od Warki. Na początku swego istnienia obecna wieś była folwarkiem, który przynależał do Starej Warki. W roku 1867 folwark miał powierzchnię 282 mórg w tym 279 mórg uprawnych i 3 morgi nieużytków. Prowadzono w nim 12 polowy płodozmian. 
Jako wieś jest notowana po raz pierwszy w roku 1912.
W latach 1975–1998 miejscowość administracyjnie należała do województwa radomskiego.